# Louis-Bernard Dancausse
Louis-Bernard Dancausse, né le 6 octobre 1888 à Montpellier et mort le 20 mars 1961 à Arles, est un ancien dirigeant du football français, président de l'Olympique de Marseille puis président de la Ligue nationale de football.

## Biographie
Durant sa jeunesse, il est joueur de rugby à XV au Stadoceste tarbais dont il devient plus tard le trésorier, le vice-président et le président d'honneur. Il est ensuite membre du comité d'Armagnac-Bigorre en rugby et en tennis. Après la Première Guerre mondiale, il est élu membre du comité directeur du Football Club de Sète en 1920 avant d'en être le vice-président.
En 1929, il est nommé directeur de l'agence du Crédit lyonnais à Marseille et se consacre alors au tennis. Il occupe les fonctions de président, capitaine et joueur du Groupe Sportif Club Marseillais qui remporte deux années de suite le championnat de France par équipes. En 1936, il est nommé président de la Ligue de Provence de Tennis et occupe ce poste jusqu'à sa mort en 1961.
Après la Seconde Guerre mondiale, il accepte la présidence de l'Olympique de Marseille. Il est nommé le 1er avril 1946 et occupe cette fonction jusqu'au 1er juin 1951, date où il démissionne. Sous sa présidence l'OM remporte le championnat de France 1947-1948. Il fait venir Gunnar Andersson à l'OM après l'avoir vu jouer avec l'IFK Göteborg lors d'un tournoi à Barcelone.
Il fonde également en 1949 le club de football du Groupe Sporting Club Marseillais, destiné à devenir une réserve de l'OM. Il dissout le surnommé « Marseille II » au bout d'une saison et demie.
En juillet 1952, il est nommé membre du comité directeur de la Ligue nationale de football. Il est élu vice-président de la LNF en 1954 avant d'être élu président le 13 juin 1956. En 1958, il devient membre de la commission d'organisation de la Coupe des clubs champions européens ; il est aussi président fondateur du Comité international de liaison des ligues professionnelles.
Passionné de courses automobiles, il a participé à de nombreux rallyes et est vice-président de l'automobile club de Marseille-Provence, président de l'association sportive de l'automobile club, président du Sud-Est de la Fédération Française des Sports Automobiles. Il est également trésorier du service des prisonniers de guerre et de la Croix-Rouge, trésorier de la Société d'entraide de la Légion d'honneur des Bouches-du-Rhône et gouverneur puis conseiller des Lions International.
Le 20 mars 1961, il décède avec sa femme lors d'un accident de la route à l'entrée d'Arles, percutant un camion en ligne droite.

## Décorations
- Officier de la Légion d'honneur[Quand ?][2].
- Croix de guerre 1914–1918.
- Insigne des blessés.
- Médaille d'or des Clubs Alpins.
- Commandeur de l'ordre du Mérite sportif‎.
- Médaille d'or de l'éducation physique et des sports.
- Médaille d'or des sports de la ville de Marseille.
- Médaille d'honneur du travail, vermeil.
- Médaille d'or de la FFF, de la LNF, de la Ligue du Sud-Est de football, de l'Olympique de Marseille.
- Médaille vermeil de la Fédération française de tennis.

## Hommage
Un monument commémoratif est commandé par la Ligue Nationale de Football après sa mort. La sculpture, datée de 1962 et signée du sculpteur appaméen André Méric, est aujourd'hui installée sur le rond-point du Docteur Robert Villani, à proximité du virage sud du Stade Vélodrome de Marseille.

## Sources
- Gilles Gauthey, Le football professionnel français, tome 1, 1961, pages 31-32.
- Alain Pécheral, La grande histoire de l'OM, 2007, pages 127-129.